# John Adshead
John Adshead (27 de marzo de 1942) es un entrenador de fútbol, que actualmente no dirige ningún club. Fue la cabeza de la selección neozelandesa que logró la histórica clasificación a la Copa Mundial de España 1982.

## Carrera
En 1979 se volvió técnico de los All Whites y los llevó a jugar a la Copa del Mundo de 1982. Sin embargo, la pésima actuación en dicho torneo lo llevó a alejarse al finalizar el mismo. En 1988 regresó intentando lograr la clasificación al Mundial de Italia 1990, sin embargo, fracasó y renunció en 1989.
Luego dirigió a los New Zealand Knights en su desastrosa temporada inaugural de la A-League.